# Portlaoise
Portlaoise (inaczej: Port Laoighise; dawna nazwa: Maryborough) – miasto w hrabstwie Laois w środkowej Irlandii. Liczba ludności wynosiła 18 270 (stan na 2011 rok).

## Historia
Miasto swój początek wzięło od osady wokół starej twierdzy "Fort z Leix", lub "Fort Protector", którego pozostałości znajdują się w centrum obecnego miasta. Budowa rozpoczęła się w 1548 za panowania Edwarda Bellinghama w celu angielskiej kontroli po wygnaniu rok wcześniej Celtów z hrabstwa. Fort wznosił się ponad ziemię otoczony od południa i wschodu przez naturalne bariery ochronne rzeki Trigue i wzgórza o lokalnej nazwie Ridge.
Status miasta została nadany na mocy aktu Parlamentu podczas panowania królowej Marii w 1557 r. Nazwa została wówczas zmieniona z Maryborough, także nazwa hrabstwa została zmieniona z Queen's Country na Country of Laois. W 1570 roku królowa Elżbieta I podniosła miasto do rangi dzielnicy co pozwoliło na utworzenie rady dzielnicy, składającej się z burmistrza, 2 komorników, sekretarza miasta, sierżanta i wielu innych oficerów i osób wolnych.

## Samorząd
Wybierany jest samorząd terytorialny zgodnie z ustaleniem Local Government Act z 2001 r. zapewniającemu demokratyczne wybory do reprezentowania wspólnoty. Obowiązkiem rady jest dbanie o rozwój turystyki, sztuki, transportu, promowania miasto poza jego granicami, organizowanie miejskich imprez. Rada miejska składa się z dziewięciu radnych wybieranych w wyborach, kierowanych przez burmistrza.

## Transport
Portlaoise leży na skrzyżowaniu głównych szlaków (Dublin-Limerick-Cork). W 1990 roku została oddana do użytku autostrada M7 biegnąca obok miasta, co pozwoliło na rozładowanie zagęszczenia ruchu w jego centrum.
Miasto ma stację kolejową obsługująca pociągi InterCity kursujące pomiędzy Dublinem i Cork. Stacja ta została otwarta w 1847 r.

## Turystyka
W pobliżu miasta znajdują się ruiny zamku Dunmase liczące sobie ponad 800 lat oraz Emo Court, XVIII-wieczna rezydencja wiejska z pięknymi ogrodami.

## Sport
Portlaoise ma swoje drużyny w kategoriach:
- Rugby: Portlaoise RFC
- Atletyka: Portlaoise GAA członek klubu Gaelic Athletic Association
- Piłka nożna: Portlaoise AFC
- Koszykówka :Portlaoise Basketball Club